# Rustenburg
Rustenburg je město v Jihoafrické republice, v Severozápadní provincii, nacházející se zhruba 100 km severozápadně od Johannesburgu. Na místním Royal Bafokeng Stadium se odehrají některá utkání Mistrovství světa ve fotbale 2010. Město bylo založeno v roce 1851.